# Таира, Тацуро
Тацуро Таира (англ. Tatsuro Taira; род. 27 января 2000 год, Наха, Окинава, Япония) — японский боец смешанного стиля, выступающий под эгидой UFC в наилегчайшей категории. Бывший чемпион Shooto в наилегчайшем весе. Занимает 5 строчку официального рейтинга UFC в наилегчайшем весе.

## Биография
Тайра начал играть в бейсбол в третьем классе начальной школы, но не был в восторге от этого и в младших классах средней школы взял перерыв в клубной деятельности. Под влиянием своего старшего брата, который обучался кикбоксингу в Палестре Окинава, он начал посещать тренажерный зал в первый год обучения в средней школе и тренировался в смешанных единоборствах под руководством Рёты Мацунэ. В 2017 году он выиграл 11-й турнир Кюсю среди любителей по стрельбе и 24-й Все-японский турнир среди любителей по стрельбе, а также был повышен до профессионального уровня, одержав десять побед в десяти любительских боях по стрельбе.
Он называет Марлона Веру своим любимым бойцом, а сам Вера отправил Тайре сообщение на японском языке, сказав: «Спасибо».

## Карьера в MMA

### Ранняя Карьера
3 августа 2018 года он дебютировал в профессиональном бою против Йо Отаке на турнире Shooto Rookie of the Year, одержав победу удушающим приемом треугольником в первом раунде.
25 ноября 2018 года он встретился с Рё Оякавой, с которым дважды дрался в качестве любителя, в финале турнира Shooto Newcomer's Championship Tournament в наилегчайшем весе, Тацуро выиграл удушающим приемом в первом раунде.
22 сентября 2019 года он встретился с Такахиро Кохори, который занимал 8-е место в мировом рейтинге наилегчайшего веса Shooto, и одержал победу техническим нокаутом.
Тайра должен был встретиться с Киётакой Симидзой на Shooto 29 марта 2020 года. Однако мероприятие было отменено из-за пандемии COVID-19.
Затем бой был перенесен на Shooto 23 ноября 2020 года, и он выиграл бой единогласным решением судей.
Тацуро встретился с Ёсиро Маэдой,  который занимал 5-е место в мировом  рейтинге наилегчайшего веса Shooto. Тацуро выиграл удушающим приёмом в первом раунде.
4 июля 2021 года Тацуро встретился с чемпионом организации Shooto Рюя Фукудой и одержал победу удушающим приемом в первом раунде и завоевал титул.
6 ноября 2021 года он дрался с чемпионом LFN в наилегчайшем весе Альфредо Муайадом на турнире VTJ 2021 и одержал победу удушающим приемом в первом раунде.

### Ultimate Fighting Championship
4 февраля 2022 года он подписал контракт на несколько боев с UFC.
30 апреля 2022 года он должен был сразиться с Карлосом Канделарио на турнире UFC on ESPN: Фонт vs. Вера, но бой был перенесен на UFC on ESPN: Блахович vs. Ракич 14 мая после того, как Канделарио отказался от участия из-за отравления незадолго до боя.
14 мая 2022 года, в своем первом выступлении в UFC, он дрался с Карлосом Канделарио на турнире UFC on ESPN: Блахович vs. Ракич и одержал победу единогласным решением судей.
15 октября 2022 года он встретился с Си Джей Вергарой на турнире UFC Fight Night: Грассо vs. Араужу, одержав победу болевым приемом во втором раунде. Тайра также получил бонус «Выступление вечера». Бой состоялся при условии, что Вергара заплатит Тайре 30% денег за бой, поскольку на взвешивании в предыдущий день Вергара провалил взвешивание.
4 февраля 2023 года Тайра встретился с Хесусом Сантосом Агиларом на турнире UFC Fight Night: Льюис vs. Спивак, одержав победу ручным треугольником в первом раунде. Также он выиграл свой второй бонус поднял «Выступление вечера».
24 июня 2023 года он должен был сразиться с Клейдсоном Родригесом на турнире UFC on ABC: Эмметт vs. Топурия, но бой был отменен после того, как за день до взвешивания Родригес весил на 3 фунта (1,3 кг) больше установленного предела наилегчайшего веса.
Через неделю Тайра был встретился на турнире UFC 290 против дебютанта UFC Эдгара Чайреса в промежуточном весе (130 фунтов). Он выиграл бой единогласным решением судей.
Тайра должен был встретиться с Давидом Дворжаком 14 октября 2023 года на турнире UFC Fight Night 230. Однако бой был отменен по неизвестным причинам.
Тайра встретился с Карлосом Эрнандесом 9 декабря 2023 года на турнире UFC Fight Night 233. Он выиграл бой нокаутом во втором раунде.
Тайра должен был встретиться с Тимом Эллиоттом 18 мая 2024 года на турнире UFC Fight Night 241. Однако из-за нераскрытой травмы Эллиотта бой был отменен. Затем Тайра должен был встретиться с Джошуа Ваном 1 июня 2024 года на турнире UFC 302, но бой был отменен.
На данный момент Тайра будет хедлайнером UFC Fight Night 242, против Алекса Переса в главном событии 15 июня 2024 года.

## Титулы и Достижения
- Ultimate Fighting Championship
- Обладатель премии "Выступление вечера" (дважды) против Си Джея Вергары и Хесуса Сантоса Алигара.
- Обладатель премии «Лучший бой вечера» (один раз) против Брэндона Ройвала

- Shooto
  - Бывший чемпион в наилегчайшем весе (один раз)

## Статистика в MMA
| Боёв 18  | Побед 17 | Поражений 1 |
| -------- | -------- | ----------- |
| Нокаутом | 5        | 0           |
| Сдачей   | 8        | 0           |
| Решением | 4        | 1           |

| Результат | Рекорд | Соперник            | Способ                             | Турнир                             | Дата             | Раунд | Время | Место                  | Примечание                                                                             |
| --------- | ------ | ------------------- | ---------------------------------- | ---------------------------------- | ---------------- | ----- | ----- | ---------------------- | -------------------------------------------------------------------------------------- |
| Победа    | 17-1   | Пак Хён-сон         | Сдача (удушение сзади)             | UFC on ESPN: Таира vs. Парк        | 2 августа 2025   | 2     | 1:06  | Лас-Вегас, Невада, США |                                                                                        |
| Поражение | 16-1   | Брэндон Ройвал      | Раздельное решение                 | UFC Fight Night: Ройвал vs. Таира  | 12 октября 2024  | 5     | 5:00  | Лас-Вегас, Невада, США | «Лучший бой вечера» (1)                                                                |
| Победа    | 16-0   | Алекс Перес         | TKO (травма колена)                | UFC Fight Night: Перес vs. Таира   | 15 июня 2024     | 2     | 2:59  | Лас-Вегас, Невада, США | «Выступление вечера» (3)                                                               |
| Победа    | 15–0   | Карлос Эрнандес     | TKO (удары)                        | UFC Fight Night: Сун vs. Гутьеррес | 9 декабря 2023   | 2     | 0:55  | Лас-Вегас, Невада, США |                                                                                        |
| Победа    | 14–0   | Эдгар Чайрез        | Единогласное решение               | UFC 290                            | 8 июля 2023      | 3     | 5:00  | Лас-Вегас, Невада, США | Бой в промежуточном (130 фунтов).                                                      |
| Победа    | 13–0   | Хесус Сантос Агилар | Сдача (ручной треугольник)         | UFC Fight Night: Льюис vs. Спивак  | 4 февраля 2023   | 1     | 4:20  | Лас-Вегас, Невада, США | «Выступление вечера (2)»                                                               |
| Победа    | 12–0   | Си Джей Вергара     | Сдача (армбар)                     | UFC Fight Night: Грассо vs. Араужу | 15 октября 2022  | 2     | 4:19  | Лас-Вегас, Невада, США | Бой в промежуточном весе (129 фунтов); Вергара не сделал вес; «Выступление вечера» (1) |
| Победа    | 11–0   | Карлос Канделарио   | Единогласное решение               | UFC on ESPN: Блахович vs. Ракич    | 14 мая 2022      | 3     | 5:00  | Лас-Вегас, Невада, США |                                                                                        |
| Победа    | 10–0   | Альфредо Муайад     | Сдача (удушение сзади)             | VTJ 2021                           | 6 ноября 2021    | 1     | 4:12  | Токио, Япония          | Бой в промежуточном весе (130 фунтов).                                                 |
| Победа    | 9–0    | Рюя Фукуда          | Сдача (треугольник)                | Shooto 2021 Vol.4                  | 4 июля 2021      | 1     | 4:31  | Осака, Япония          | Вернулся в наилегчайший вес. Завоевал титул чемпиона Shooto в наилегчайшем весе.       |
| Победа    | 8–0    | Ёсиро Маэда         | Техническая сдача (удушение сзади) | Shooto 2021 Vol.2                  | 20 марта 2021    | 1     | 1:01  | Токио, Япония          |                                                                                        |
| Победа    | 7–0    | Киётака Симидзу     | Единогласное решение               | Shooto 2020 Vol.7                  | 23 ноября 2020   | 3     | 5:00  | Токио, Япония          | Дебют в легчайшем весе.                                                                |
| Победа    | 6–0    | Джаред Алмазан      | TKO (удары)                        | Shooto 2020 in Korakuen Hall       | 26 января 2020   | 2     | 0:19  | Токио, Япония          | Бой в промежуточном весе (130 фунтов).                                                 |
| Победа    | 5–0    | Ямато Такаги        | TKO (удары)                        | The Shooto Okinawa Vol.2           | 3 ноября 2019    | 2     | 4:40  | Окинава, Япония        |                                                                                        |
| Победа    | 4–0    | Такахиро Кохори     | TKO (удары)                        | Shooto Border: Season 11 the 3rd   | 22 сентября 2019 | 1     | 1:00  | Осака, Япония          | Вернулся в наилегчайший вес.                                                           |
| Победа    | 3–0    | Юто Секигути        | Единогласное решение               | Shooto: Gig Tokyo 27               | 8 июня 2019      | 2     | 5:00  | Токио, Япония          | Дебют в минимальном весе.                                                              |
| Победа    | 2–0    | Рё Оякава           | Сдача (гильотина)                  | The Shooto Okinawa Vol.1           | 25 ноября 2018   | 1     | 3:24  | Окинава, Япония        |                                                                                        |
| Победа    | 1–0    | Йо Отаке            | Сдача (треугольник)                | Shooto: This Is Shooto 2           | 3 августа 2018   | 1     | 2:46  | Токио, Япония          | Дебют в наилегчайшем весе.                                                             |